# Cao Ly Thần Tông
Cao Ly Thần Tông (Hangul: 고려 신종; chữ Hán: 高麗 神宗; 11 tháng 8 năm 1144 – 15 tháng 2 năm 1204, trị vì 1197 – 1204) là quốc vương thứ 20 của vương triều Cao Ly. Ông là con trai thứ năm của Cao Ly Nhân Tông và Cung Duệ Vương hậu. Ông là người kế vị vương huynh Cao Ly Minh Tông, người bị Thôi Trung Hiến (최충헌; 崔忠獻) đưa đi sống lưu đày. Ông tên húy là Vương Trác (왕탁, 王晫) và Vương Mân (왕민, 王旼), tự Chí Hoa (지화; 至華).
Ông là người khôn ngoan, song cũng giống như vị vua trước, ông không không có quyền lực thực sự và nằm trong tay của Thôi Trung Hiến, điều này cũng đánh dầu sự bắt đầu của chế độ quân sự do gia tộc Thôi lãnh đạo, gọi là Thôi thị chính quyền (최씨정권, 崔氏政權).
Thần Tông cũng chứng kiến xung đột của gia tộc họ Thôi và sớm sau khi ngã bệnh, ông đã thoái vị để nhường ngôi cho con trai là Cao Ly Hi Tông. Có tư liệu nói rằng ông đã phải cầu xin Thôi Trung Hiến để cho phép vương tử lên ngôi và không xóa bỏ vương triều Cao Ly.
Thần Tông băng ở độ tuổi 60, táng tại Dương lăng (陽陵), được truy thụy là Kính Cung Tĩnh Hiếu Đại vương (敬恭靖孝大王).

## Gia quyến
- Cha: Cao Ly Nhân Tông.
- Mẹ: Cung Duệ Vương hậu.
- Huynh đệ:
  - Vương huynh Cao Ly Nghị Tông.
  - Vương huynh Cao Ly Minh Tông.
- Thê thiếp: Tuyên Tĩnh Vương hậu (선정 왕후; ? – 1222), con gái của Giang Lăng công Vương Uẩn. Uẩn là chắt nội của Cao Ly Văn Tông và là cháu nội của Tương Hiến vương Vương Đào. Bà là em của Nghị Tông Trang Kính Vương hậu và Minh Tông Quang Tĩnh Vương hậu.
  1. Cao Ly Hi Tông Vương Anh (고려 희종 왕영; 1181 – 1237).
  2. Tương Dương công Vương Thứ (양양공 왕서), nguyên phong Đức Dương hầu (덕양후), Thần Tông phong tước Công. Về sau bị lưu đày.
  3. Hiếu Hoài Công chúa (효회공주; 1183 – 1199), nguyên phong Hưng Đức Cung chúa (흥덕궁주), lấy Hà Nguyên công Vương Xuân (하원공 왕춘).
  4. Kính Ninh Công chúa (경녕궁주), lấy Hoài An công Vương Đỉnh (회안공 왕정).